# Sebastian Colloredo
Sebastian Colloredo (* 9. September 1987 in Gemona del Friuli) ist ein ehemaliger italienischer Skispringer und heutiger Trainer.

## Werdegang
2003 gewann Colloredo seine erste nationale Medaille bei den Italienischen Meisterschaften, wo er Bronze gewann. Zwei Jahre später gewann er seinen ersten Italienischen Meistertitel. Am 10. Dezember 2005 gab er beim Springen in Harrachov sein Debüt im Skisprung-Weltcup, wo er auf Anhieb den zweiten Durchgang erreichte und dort Zehnter wurde. Seitdem gehörte er zu den Stammspringern bei den Italienern im Weltcup und konnte sich mehrfach gut platzieren. Sein bisher bestes Springen schloss er am 3. Dezember 2006 in Lillehammer mit einem achten Platz ab. Bei den Olympischen Spielen 2006 kam er in allen drei Springen zum Einsatz, erreichte jedoch keine nennenswerten Platzierungen.
Bei den Olympischen Winterspielen 2010 in Vancouver erreichte er im Springen von der Normalschanze punktgleich mit Nikolai Karpenko den 29. Platz. Von der Großschanze wurde er 27. Er sprang 2011 beim Skifliegen in Planica seine bis dahin persönliche Bestweite von 210,5 m. Von 2005 an gewann in er in zehn aufeinanderfolgenden Jahren bei italienischen Landesmeisterschaften Gold.
Bei der Premiere des Mixed-Wettkampfes im Weltcup am 24. November 2012 im norwegischen Lillehammer belegte er mit Elena Runggaldier, Andrea Morassi und Evelyn Insam den dritten Platz und erreichte damit sein erstes Weltcup-Podium. Bei den Nordischen Skiweltmeisterschaften 2013 in Val di Fiemme verpasste er bei beiden Einzelspringen den Finaldurchgang als 36. auf der Normalschanze und 32. auf der Großschanze. Bei dem erstmals bei einer WM ausgetragenen Mixed-Teamwettbewerb wurde er mit der italienischen Mannschaft Siebter, in der gleichen Besetzung, die zum Weltcup-Auftakt den dritten Rang belegte. Mit der Mannschaft auf der Großschanze wurde er Achter.
In der Saison 2013/14 blieb Colloredo zum ersten Mal seit seinem Debüt im Jahr 2005 ohne Weltcuppunkt. Bei den Olympischen Winterspielen 2014 in Sotschi erreichte er in beiden Einzelwettbewerben den Finaldurchgang und wurde 28. auf der Normalschanze und 30. auf der Großschanze. Eine italienische Mannschaft ging in Sotschi nicht an den Start. Nach den Olympischen Winterspielen startete er im März 2014 bei der Skiflug-Weltmeisterschaft in Harrachov und beendete diese als 39. im Einzel.
Auch in der Saison 2014/15 konnte er keine Weltcuppunkte holen. Er qualifizierte sich für nur vier Einzelspringen, bei denen er nicht über Platz 43 hinauskam. Bei den Nordischen Skiweltmeisterschaften 2015 in Falun bestätigte er die Ergebnisse aus dem Weltcup und wurde 44. auf der Normalschanze und 42. auf der Großschanze. Im Mixed-Teamwettbewerb belegte er den neunten Rang und mit Mannschaft auf der Großschanze den zwölften Rang.
Am 28. August 2015 erzielte er in Frenštát pod Radhoštěm als Zweiter hinter Klemens Murańka seine erste Podestplatzierung im Continental Cup. Am 13. Dezember 2015 holte er als 24. in Nischni Tagil nach zwei punktlosen Saisons erstmals wieder Weltcuppunkte. In der Saison 2015/16 gelang ihm dies noch ein weiteres Mal in Engelberg. Bei der Skiflug-Weltmeisterschaft 2016 am Kulm belegte er den 39. Platz im Einzelwettbewerb.
Am 4. Januar 2017 erreichte er im Rahmen der Vierschanzentournee 2016/17 als Neunter in Innsbruck seine erste Top-Ten-Platzierung in einem Einzelweltcup seit Februar 2013. Bei den Nordischen Skiweltmeisterschaften 2017 in Lahti belegte er in den Einzelspringen die Plätze 37 auf der Normalschanze und 43 auf der Großschanze. Im Mixed-Teamwettbewerb wurde er mit der italienischen Mannschaft Siebter. Zum Saison-Finale in Planica sprang er im Training am 23. März 2017 mit 221,0 Metern eine neue persönliche Bestweite.
Im Sommer 2017 sprang Colloredo erfolgreich im Sommer-Grand-Prix. Er erzielte als Siebter in Wisła eine Top-Ten-Platzierung und landete mehrfach unter den besten 20. Dadurch erreichte er seine bis dahin beste Platzierung in der Grand-Prix-Gesamtwertung als 20. mit 116 Punkten. Diese Leistungen konnte er aber nicht in die Winter-Saison mitnehmen. Er erreichte im Weltcup nur ein Ergebnis in den Punkterängen. Als 30. in Bischofshofen holte er nur einen Weltcuppunkt. Bei der Skiflug-Weltmeisterschaft 2018 in Oberstdorf wurde er 28. im Einzelwettbewerb. Im Februar 2018 nahm er in Pyeongchang zum vierten Mal an den Olympischen Winterspielen 2018 teil. Er startete dort in allen drei Wettbewerben, erreichte dabei aber nie den Finaldurchgang. Im Einzelwettbewerb auf der Normalschanze belegte er den 42. Platz und im Einzelwettbewerb auf der Großschanze den 40. Platz. Mit der italienischen Mannschaft wurde er Elfter auf der Großschanze.
Der italienische Rekordmeister war Teilnehmer der Nordischen Skiweltmeisterschaften 2019 in Seefeld und erreichte dabei mit einem 22. Platz von der Normalschanze seine beste Saison-Platzierung. Von der Großschanze in Innsbruck konnte sich Colloredo nach einer schwachen Leistung und dem 47. Rang nicht für den zweiten Durchgang qualifizieren. Im abschließenden Mixed-Wettbewerb wurde er mit der italienischen Mannschaft Achter.
Colloredo beendete im März 2019 seine Karriere. Er ist aktuell Cheftrainer der italienischen Herrennationalmannschaft.

## Erfolge

### Weltcup-Platzierungen
| Saison  | Platz | Punkte |
| ------- | ----- | ------ |
| 2005/06 | 38.   | 081    |
| 2006/07 | 49.   | 047    |
| 2007/08 | 39.   | 076    |
| 2008/09 | 41.   | 060    |
| 2009/10 | 37.   | 096    |
| 2010/11 | 46.   | 069    |
| 2011/12 | 34.   | 141    |
| 2012/13 | 37.   | 111    |
| 2013/14 | –     | –      |
| 2014/15 | –     | –      |
| 2015/16 | 63.   | 011    |
| 2016/17 | 46.   | 033    |
| 2017/18 | 73.   | 001    |

### Grand-Prix-Platzierungen
| Saison | Platz | Punkte |
| ------ | ----- | ------ |
| 2006   | 40.   | 061    |
| 2007   | 58.   | 024    |
| 2009   | 28.   | 065    |
| 2010   | 73.   | 009    |
| 2011   | 34.   | 067    |
| 2012   | 29.   | 076    |
| 2014   | 69.   | 009    |
| 2016   | 73.   | 004    |
| 2017   | 20.   | 116    |